# Debt-for-nature Swap
Der Debt-for-nature Swap (deutsch „Tausch von Schulden gegen Naturschutz“) ist im Finanzwesen der Anglizismus für ein Swapgeschäft, bei dem Staatsschulden von Staaten der Dritten Welt erlassen werden, sofern das Schuldnerland Umweltschutz- oder Naturschutzmaßnahmen durchführt.

## Allgemeines
Der Ökologe Thomas Lovejoy vom World Wildlife Fund (WWF) erkannte im Oktober 1984 den Zusammenhang zwischen der hohen Staatsverschuldung und deren Auswirkungen auf die Umwelt. Die lateinamerikanische Schuldenkrise ab 1982 führte auch dazu, dass dort viele Staaten anstatt in den Naturschutz zu investieren, ihre knappen liquiden Mittel für den Schuldendienst verwenden mussten und dadurch ihre natürlichen Ressourcen vernachlässigten. Deshalb soll die Finanzinnovation des Debt-for-nature Swaps für eine gewisse Entschuldung und zusätzlichen Naturschutz sorgen. Gleichzeitig entstand nach 1982 ein Sekundärmarkt, auf dem die damals bereits notleidenden Kredite von Staaten der Dritten Welt mit Abschlägen von bis zu 85 % ihres Nominalwerts gehandelt wurden. Ausgelöst wurde der Sekundärmarkt durch Mexiko, das bekanntgab, seinen Schuldendienst nicht weiter leisten zu können.

## Geschäftsstruktur

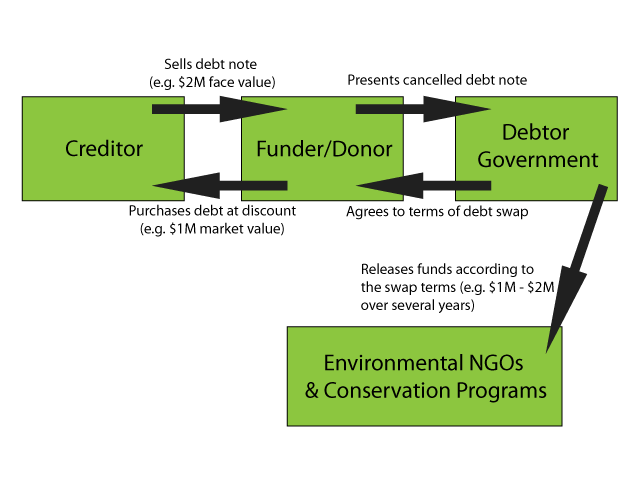
Struktur des Debt-for-nature Swaps

Anders als bei typischen Swapgeschäften kommt es beim Debt-for-nature Swap nicht zum gegenseitigen Austausch von Finanzen, sondern die Gegenleistung für den Schuldenerlass des Gläubigers besteht in ökologischen Maßnahmen (Naturschutz, Umweltschutz) des Schuldnerstaates. Damit ist die Finanzinnovation des Debt-for-nature Swaps kein reiner Finanzkontrakt und – nur theoretisch – ein Sicherungsgeschäft.
Vertragsparteien sind das Schuldnerland (Swapkäufer, englisch debtor), eine im Umweltschutz tätige Nichtregierungsorganisation (wie Conservation International, The Nature Conservancy oder World Wildlife Fund) als Swapverkäufer (englisch funder) und der Gläubiger (englisch creditor; eine Bank oder ein anderer Staat). Der Swapverkäufer setzt für Zwecke des Natur- und Umweltschutzes im Schuldnerland (zusätzliche) Mittel aus seinem Fondsvermögen ein.
Der Gläubiger hat beim Debt-for-nature Swap zwei Alternativen. Entweder erlässt er dem Schuldnerland seine Staatsschulden oder er verkauft eine bestimmte Staatsschuld zum Marktwert (Nominalwert mit Abschlag je nach Länderrating) an den Swapverkäufer, der die Kaufbestätigung dem Swapkäufer präsentiert, der daraufhin den Swap-Bedingungen zustimmt. Danach gibt der Gläubiger Liquidität für Umweltschutzprogramme des Swapverkäufers frei. Durch den Schuldenerlass oder Forderungsverkauf entstehen beim Schuldnerland Erträge bzw. beim Gläubiger Liquidität, die aufgrund des Swapvertrages zur Finanzierung der Umweltschutz- oder Naturschutzmaßnahmen eingesetzt werden müssen.
Beispielsweise schuldete Bolivien einer Privatbank 650.000 US-Dollar (Nennwert), die von Conservation International mit einem Kurswert von 100.000 US-Dollar (=Kursabschlag von 84,6 %) angekauft wurden. Conservation International finanzierte den Kaufpreis durch die United States Agency for International Development (USAID). Im Gegenzug für den Schuldenerlass von nominell 650.000 US-Dollar stiftete Bolivien 250.000 US-Dollar an die inländische Beni Biosphere Reserve.

## Einzelne Transaktionen
Den ersten Debt-for-nature Swap schlossen im Juli 1987 die Conservation International und Bolivien ab. Es folgten unter anderem Ecuador (Dezember 1987), Costa Rica (Februar und Juni 1988), die Philippinen (Januar 1989), Madagaskar (August 1989) oder Dominikanische Republik (März 1990). Im August 1992 zählte das World Resources Institute zwölf Länder auf, die Debt-for-nature Swaps abgeschlossen hatten. Im März 2018 richteten die Seychellen zwei Naturschutzgebiete ein, wofür im Gegenzug zwei Naturschutzorganisationen 17 Millionen Euro Staatsschulden der Inselgruppe übernahmen. Im November 2021 verband die Credit Suisse einen Eurobond von nominell 550 Millionen US-Dollar, der bereits als notleidender Kredit eingestuft war, mit einem Debt-for-nature Swap in Höhe von 364 Millionen US-Dollar und einer Laufzeit von 19 Jahren.
Die  in eine Unternehmenskrise geratene Credit Suisse berichtete im Mai 2023, dass sie Staatsschulden Ecuadors in Höhe von 1,6 Milliarden US-Dollar in einen Debt-for-nature Swap eingebracht hat, womit Umweltschutz auf den Galapagosinseln betrieben werden soll.

## Wirtschaftliche Aspekte
Debt-for-nature Swaps sind strukturell mit den Debt Equity Swaps vergleichbar mit dem wesentlichen Unterschied, dass beim Debt-for-nature Swap keine Kapitalbeteiligung stattfindet. Beide Swaps dienen der Restrukturierung notleidender Kredite. Das Schuldnerland vermindert seine Staatsverschuldung und dadurch auch seinen Schuldendienst. Der nicht mehr zu leistende Schuldendienst wird in Natur- oder Umweltschutzprogramme investiert. Gläubiger verringern ihr Kredit- oder Emittentenrisiko, weil sie mit schlechtem Länderrating versehene Kredite im Kredithandel auf dem Sekundärmarkt verkaufen und anstatt dessen Forderungen im Umweltschutz erhalten, bis die Schuldnerländer wieder zahlungsfähig werden. Allerdings üben sie Druck auf die Schuldnerländer aus, die hierdurch einen Teil ihrer Souveränität einbüßen könnten.
Debt-for-nature Swaps können für sich alleine weder die Verschuldungsprobleme noch die Umweltprobleme der Dritten Welt lösen, doch können sie beide Probleme lindern. Es darf zudem nicht übersehen werden, dass sich das langfristige Kredit- oder Emittentenrisiko der hochverschuldeten Entwicklungsländer auch nicht durch Debt-for-nature Swaps signifikant verbessern wird, weil die meisten dieser Staaten keine risikoadäquate Finanz- und Wirtschaftspolitik betreiben, die das Länderrisiko für Gläubiger dauerhaft verbessern könnte.